# Conistra huebneri
Conistra huebneri là một loài bướm đêm trong họ Noctuidae.